# Ybytymí
Ybytymí è un centro abitato del Paraguay; è situato nel dipartimento di Paraguarí, ad una distanza di circa 110 km dalla capitale del paese, Asunción, e forma uno dei 17 distretti del dipartimento.

## Popolazione
Al censimento del 2002 la località contava una popolazione urbana di 547 abitanti (6.630 nel distretto).

## Caratteristiche
Fondata nel 1783 dal governatore spagnolo Pedro Melo de Portugal y Villena, Ybytymí è una comunità rurale duramente colpita dalla dismissione della ferrovia che la collegava al resto del paese dal 1889. Nella località è presente un'antica chiesa risalente al 1857, nella quale è conservato un pregevole altare intagliato in legno.

## Economia
La popolazione di Ybytymí si occupa essenzialmente di agricoltura; spicca tra tutte la coltivazione della cipolla. L'allevamento di polli e maiali completa l'economia di sussistenza della zona. Esiste una fortissima emigrazione giovanile verso località più sviluppate in Paraguay e in Argentina.